# Majed Hassan
Majed Hassan Al-Ahmadi (ur. 1 sierpnia 1992 w Dubaju) – emiracki piłkarz występujący na pozycji pomocnika w drużynie Shabab Al-Ahli.

## Kariera piłkarska
Majed jest wychowankiem Al-Ahli. W lidze zadebiutował w 2010 roku, a w kadrze kraju 25 grudnia 2012 roku w towarzyskim meczu przeciwko Jemenowi. Dwukrotnie zdobywał tytuł mistrza kraju (2014, 2016). W 2015 roku pojechał z kadrą na turniej o Puchar Azji, na którym jego zespół zajął trzecie miejsce. W 2017 w wyniku połączenia klubów Al-Ahli oraz Ash-Shabab Dubaj powstał nowy klub Shabab Al-Ahli, którego barwy od 2017 roku reprezentuje Hassan. W 2019 roku po raz drugi w karierze został powołany na Puchar Azji.